# رينوان جيرفي
رينوان جيرفي هي بحيرة صغيرة وسطحية من فنلندا يقع في وسط بلدية رانوا في منطقة إقليم لابي (فنلندا). حيث تنتمي إلى منطقة مستجمعات المياه الرئيسية أيجوكي.

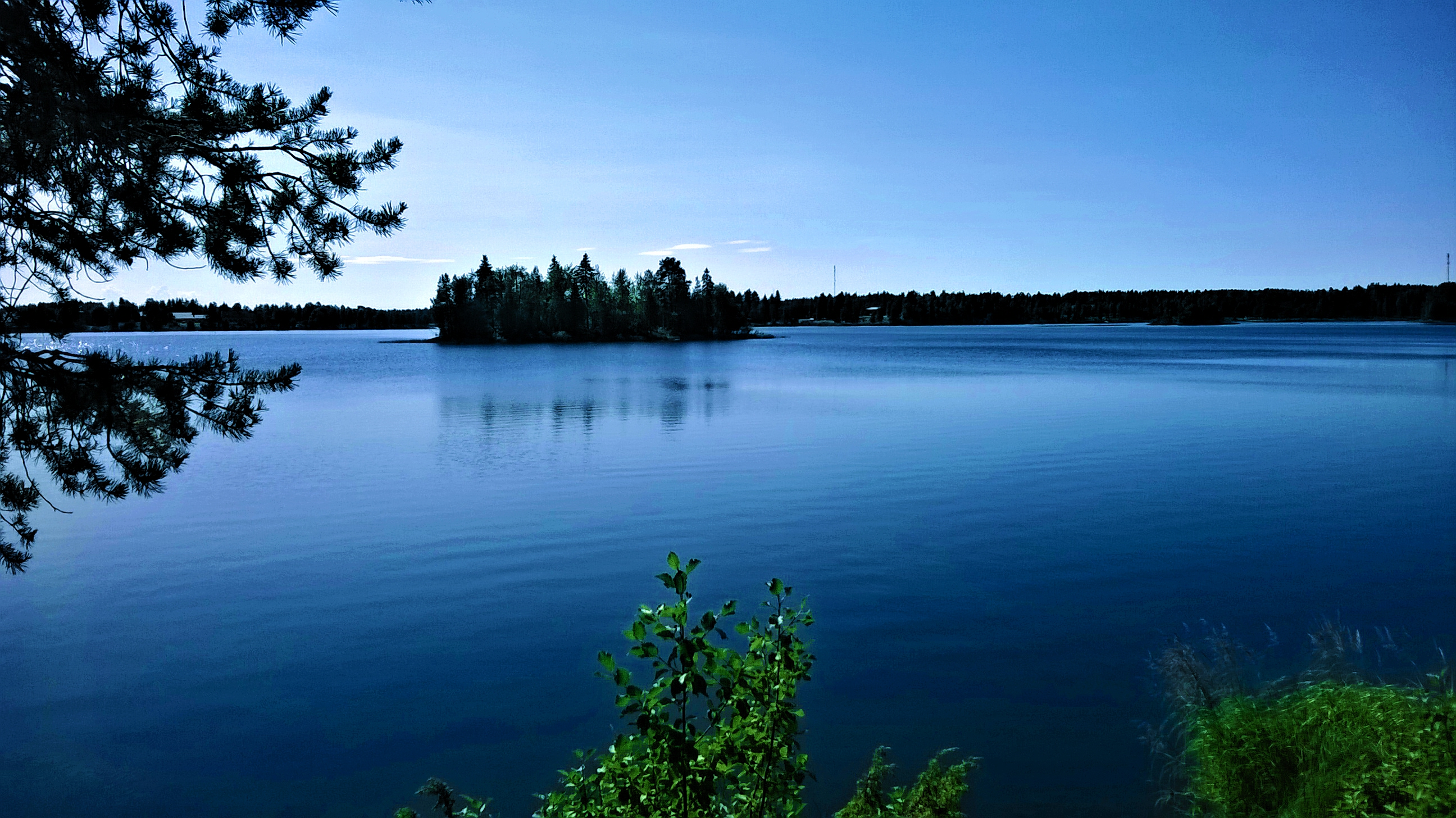
رينوان جيرفي